# Beta Delphini
Rotanev eller Beta Delphini (β Delphini, förkortat Beta Del, β Del) är en dubbelstjärna  belägen i den mellersta delen av stjärnbilden Delfinen. Den har en kombinerad skenbar magnitud på 3,62, är synlig för blotta ögat där ljusföroreningar ej förekommer. Baserat på parallaxmätning inom Hipparcosuppdraget på ca 32,3 mas, beräknas den befinna sig på ett avstånd på ca 101 ljusår (ca 31 parsek) från solen.

## Nomenklatur
Beta Delpini har ett historiskt namn, Rotanev, som uppstod enligt följande: Niccolò Cacciatore var assistent till Giuseppe Piazzi, och senare hans efterträdare som chef för observatoriet i Palermo. Namnet uppträdde först i Piazzis Palermo Star Catalog. När katalogen publicerades 1814 var de okända namnen Sualocin och Rotanev kopplade till Alfa respektive Beta Delphini och så småningom gav den brittiske astronomen Thomas Webb, en förklaringen. Cacciatores namn, Nicholas Hunter i engelsk översättning, skulle på latin skrivas Nicolaus Venator och den omvända ordningen av bokstäverna i detta namn ger de två stjärnnamnen. De har sedan bestått resultatet av Cacciatores lilla skämt av att namnge de två stjärnorna efter sig själv. Hur Webb kom fram till denna förklaring 45 år efter publiceringen av katalogen är fortfarande ett mysterium.
År 2016 anordnade International Astronomical Union en arbetsgrupp för stjärnnamn (WGSN)  med uppgift att katalogisera och standardisera riktiga namn för enskilda stjärnor. WGSN fastställde namnet Rotanev för Beta Delphini A i september 2016 och det ingår nu i IAU:s Catalog of Star Names.

## Egenskaper
Primärstjärnan Beta Delphini A är en gul till vit jättestjärna av spektralklass F5 III. Stjärnan har en beräknad massa som är ca 75 procent större än solens massa, en radie som är ca 4 gånger större än solens och utsänder från dess fotosfär ca 24 gånger mera energi än solen vid en effektiv temperatur av ca 6 600 K.
Beta Delphini är en dubbelstjärna som består av två stjärnor av spektraltyp F som kretsar kring varandra med en omloppsperiod av 26,66 år och en excentricitet av 0,36. Banans plan lutar med en vinkel av 61° mot siktlinjen från jorden. De två stjärnorna har en vinkelseparation på endast ca 0,44 bågsekunder, vilket gör dem till en utmaning att upplösa med ett teleskop. Följeslagaren Beta Delphini B är en underjättestjärna som har en massa som är ca 50 procent större solens massa och har ca 8 gånger solens ljusstyrka.